# Гедвіг Дрансфельд
Гедвіг Дрансфельд (24 лютого 1871, Дортмунд, Німеччина — 13 березня 1925, Верль, Німеччина) — німецька католицька феміністка, письменниця та член парламенту.

## Біографія
Гедвіг Дрансфельд народилася в місті Хейн (нині Дортмунд), Німеччина, в родині Ромберг (німецькі аристократи). Її батько Клеменс Дрансфельд, був старшим лісником, а її мати Еліза Флейшхауер була дочкою лікаря. Батько помер, коли Гедвіг було три роки, а мати померла через п'ять років. Після цього її виховувала бабуся по лінії матері, поки вона теж не померла, і тоді Дрансфельд була відправлена у дитячий будинок.
У віці шістнадцяти років вона взяла участь у Німецькому католицькому учительському семінарі у Падерборні. Під час семінару Гедвіг захворіла на туберкульоз, який потрапив у її кістки, унаслідок чого дівчина втратила ліву руку та п'яту. Незважаючи на це, вона склала іспити з відзнакою у 1890 році і розпочала кар'єру вчительки на посаді директора Урсулінської школи у Верлі.
Гедвіг займалась письменництвом, навіть видавала свої збірки віршів. Пізніше вона писала для німецької газети «Die christliche Frau» («Жінка-християнка»), а в 1905 році стала очільницею редакції цього журналу та зробила його органом Німецької католицької федерації.
Після того як жінкам дали право вступати до університетів Німеччини, у 1908 році Дрансфельд вивчала культурологію у Мюнстері та згодом у Бонні.
У січні 1912 року Гедвіг виступила зі своєю промовою про жінок у церковному та релігійному житті на першому німецькому жіночому конгресі в рейхстазі в Берліні, яка зробила її відомою. Газета «The Berlin Vorwärts» назвала Дрансфельд «найважливішою жінкою, що живе сьогодні», а в жовтні цього ж року вона відмовилася від учителювання, щоб стати штатним головою Німецької католицької федерації.
Після Листопадової революції Гедвіг стала членом Центру Національної асамблеї Веймарської республіки та Прусської національної асамблеї. Вона зробила свій вагомий внесок у творенні нового соціального законодавства, і з 1920 року до самої смерті була старшим членом партії Рейнського центру. Дрансфельд також була призначена головою Жіночої консультативної ради цієї партії. У 1922 році вона звільнилася з посади голови Німецької католицької федерації за станом здоров'я, але залишилася членом Рейхстагу.
Вона померла у монастирі святої Урсули, а похована на кладовищі у місті Верль.

## Відзнаки
Дрансфельд отримала свободу міста Верль на свій 50-й день народження. Її іменем названі школа для інвалідів, вулиці в Мюнхені та Бонні.